# Awenir Alexandrowitsch Jakowkin
Awenir Alexandrowitsch Jakowkin (russisch Авенир Александрович Яковкин; * 21. Mai 1887 in Blagoweschtschensk, Gouvernement Ufa, Russisches Kaiserreich; † 18. November 1974 in Kiew, Ukrainische SSR, Sowjetunion) war ein russischer Astronom.
Er arbeitete von 1910 bis 1931 an der Engelhardt-Sternwarte der Universität Kasan, ab 1928 als deren Leiter. Während dieser Zeit führte er ein umfangreiches Messprogramm durch, dessen Resultat die genaue Bestimmung der Bahnparameter des Mondes war und insbesondere deren Auswirkung auf die Libration.
Von 1937 bis 1945 war er Leiter des Astronomischen Instituts der Gorki-Universität in Swerdlowsk.
Von 1945 bis 1951 arbeitete er an der Universität Kiew und war dort ab 1949 Dekan des Fachbereichs Physik.
Von 1951 bis 1968 arbeitete er am Hauptobservatorium der Nationalen Akademie der Wissenschaften in Kiew, von 1952 bis 1959 als dessen Direktor, danach als wissenschaftlicher Berater.
Er war seit 1951 korrespondierendes Mitglied der Akademie der Wissenschaften der Ukrainischen SSR. Neben anderen Auszeichnungen erhielt er den Orden des Roten Banners der Arbeit (1944).
Der Mondkrater Yakovkin ist nach ihm benannt.